# Геклен (фильм)
«Гекле́н» (фр. Du Guesclin) — французский исторический кинофильм с Луи де Фюнесом. Первый дорогостоящий кинофильм, выпущенный во Франции после окончания второй мировой войны. Единственная режиссёрская работа Бернара де Латура (фр. Bernard de Latour).

## Сюжет
Фильм повествует о жизни Бертрана дю Геклена, начиная с детства и до смерти в сражении; о его битвах против англичан и наваррцев, за которые ему был пожалован титул коннетабля Франции.

## В ролях
- Фернан Гравей — Бертран Дюгеклен
- Жерар Ури — Карл V, король Франции
- Жизель Казадезюс — графиня
- Жюни Астор (фр. Junie Astor)
- Луи де Фюнес — придворный астролог

## Анализ фильма
Стилистика фильма близка к классической трагедии; единственная оживлённая сцена — осада Мелёна, в которой крепостные валы Динанта изображают башню, с которой герой падает в ров. Историческое правдоподобие принесено в жертву требованиям жанра: Жюни Астор (фр. Junie Astor) в роли возлюбленной героя, условно исторические костюмы и отсутствие упоминаний о кастильской кампании дю Геклена.
Несмотря на то, что фильм был снят в 1948 году, авторам фильма удалось избежать подчёркивания исторических параллелей между оккупацией Франции в ходе Столетней войны и в ходе второй мировой. Акцент в фильме, как и в предшествовавшей ему книге Роже Верселя (фр. Roger Vercel), сделан на неблагородном происхождении дю Геклена и его противостоянии знати. Последнее также не соответствует действительности: братья короля поддерживали дю Геклена.